# Giuditta Pasta
Giuditta Pasta (nacida Giuditta Negri; Saronno, el 9 de abril de 1798 - Blevio, provincia de Como, 1 de abril de 1865) fue una soprano italiana famosísima.

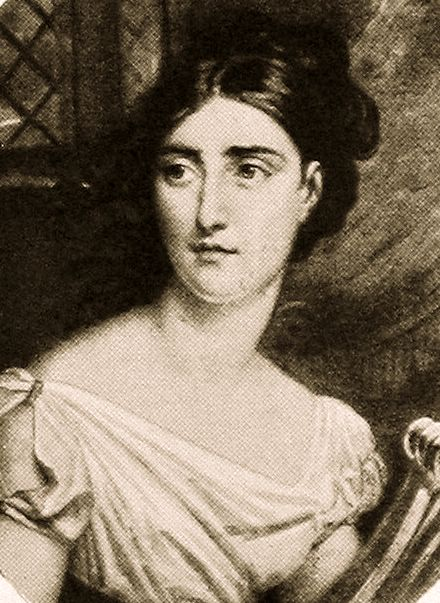

## El éxito esquivo
Giuditta María Costanza Pasta Nació en Saronno, Italia el 9 de abril de 1797. Estudió primero de manera privada con B. Lotti y cuando se mudó con su tío F. Ferranti prosiguió luego estudios más serios en Milán con Scappa.
Debutó a los 18 años de edad en 1815 en el Teatro Filodrammatici de Brescia en la opera “Le tre Eleonore” compuesta por su maestro. Fue un fracaso. Al año siguiente se casó con el tenor Giuseppe Pasta que se convertiría en su agente. Después, debutó en Londres en 1817 en otro gran fiasco.
Siguió entonces estudios concienzudos con Scappa que le permitieron debutar con éxito en Venecia en 1819, a lo que siguieron actuaciones triunfales en Roma y Turín.

## La consagración
En 1821 debutó en París en Otello de Rossini. Le siguieron Mosè in Egitto de Rossini, Don Giovanni de Mozart y Elisabetta, regina d'Inghilterra también de Rossini en una serie de actuaciones parisinas que sellaron el futuro mítico de la soprano.
Cantó regularmente en Londres y París y en 1824 debutó en San Petersburgo en una actuación que sería recordada por décadas por la audiencia de la corte de Zar. En 1829 debutó en Viena como Semiramide en la ópera de Rossini con un gran éxito.

## Voz
La voz de Giuditta Pasta como la de su coetánea María Malibrán u otros astros del bel canto como Isabella Colbran o Giuseppina Ronzi De Begnis tenían la cualidad de poseer registros extensísimos que iban del grave de contralto a los tonos agudos de la soprano. Por lo mismo si bien algunas de ellas poseían voces muy bellas, tanto Pasta como Malibran acusaron siempre el defecto de la poca homogeneidad de la voz. El rango vocal de Giuditta Pasta era de Sol3 a Do#6 e incluso Re6, un registro tan extenso que partía la voz en diferentes partes y daba a la misma una amplia diferencia en cada registro.
Tanto Pasta como Malibran supieron aprovechar este defecto al máximo logrando colorear cada palabra y cada frase con supremo acierto, sacando partido del texto y la música al mismo tiempo. Con ellas nació el mito de la cantante actriz, la soprano de personalidad volcánica que enloquecía a las masas.
Con Giuditta Pasta y María Malibrán nacería también el término de soprano sfogato y dramático d'agilita, categorías que nacieron con la consagración del Bel canto y como resultado de la evolución de la contralto desde fines del barroco y su "tratamiento sopranistico" que recibiera por parte de Rossini en su afán por hacerlas cantar agudos de soprano. La soprano sfogato como en el caso de Pasta o Malibran poseía un color oscuro emparentado con la contralto pero un registro amplísimo que le permitía cantar roles de soprano y al mismo tiempo evidenciar colores de contralto en la amplia gama de la voz. Además poseían tanto Pasta como Malibran el dominio de la coloratura, incluyendo el trino, la messa di voce, los staccati y toda la maquinaria técnica y virtuosística para cantar a la vez pasajes de intenso dramatismo como otros de intenso frenesí vocal, como lo demuestran los roles que les toco estrenar y que fueron creados para este tipo de voz.
En el caso de Pasta este registro amplísimo no era natural y le costó a la soprano una carrera breve y un rápido declive vocal. El crítico inglés Henry Chorley quien la escuchó en vivo escribió sobre ella:
"Su extensión vocal no era normal y costaba sacrificos lograr alcanzarla. Las voces de Malibran y de la Pasta y de otras que intentaron imitar sus éxitos (Marie Cornélie Falcon y la hermana menor de la Malibran, Pauline Viardot) no tenían la igualdad de color ni la homogeneidad tan apreciadas antes en el canto. La Pasta se sometía a un curso de estudio vocal severo e intenso para dominar y utilizar su voz. Igualarla era imposible. Había una parte de la escala que difería del resto por su calidad y permanecía hasta el fin "bajo un velo". Siempre había alguna nota fuera de tono, especialmente al principio de sus actuaciones. Sus trémolos amplios y expresivos y sus trinos uniformes y sólidos daban a cada frase un significado totalmente fuera del alcance de otros cantantes más espontáneos. Poseía en alto grado la cualidad musical más esencial: el sentido de la proporción y de la interpretación justas. No consiste en la mera corrección medida por el metrónomo ni en la facultad artística de crear sin artificios sino en ese sentimiento instintivo de dar la medida justa a cada frase, su fuerza exacta que es algo que no se aprende en las lecciones".
Stendhal quien también la oyó escribió sobre ella:
”Es inteligente y sensitiva a la vez, una voz que puede tejer un hechizo mágico con la más simple palabra en el más simple de los recitativos”.

## Importancia como creadora

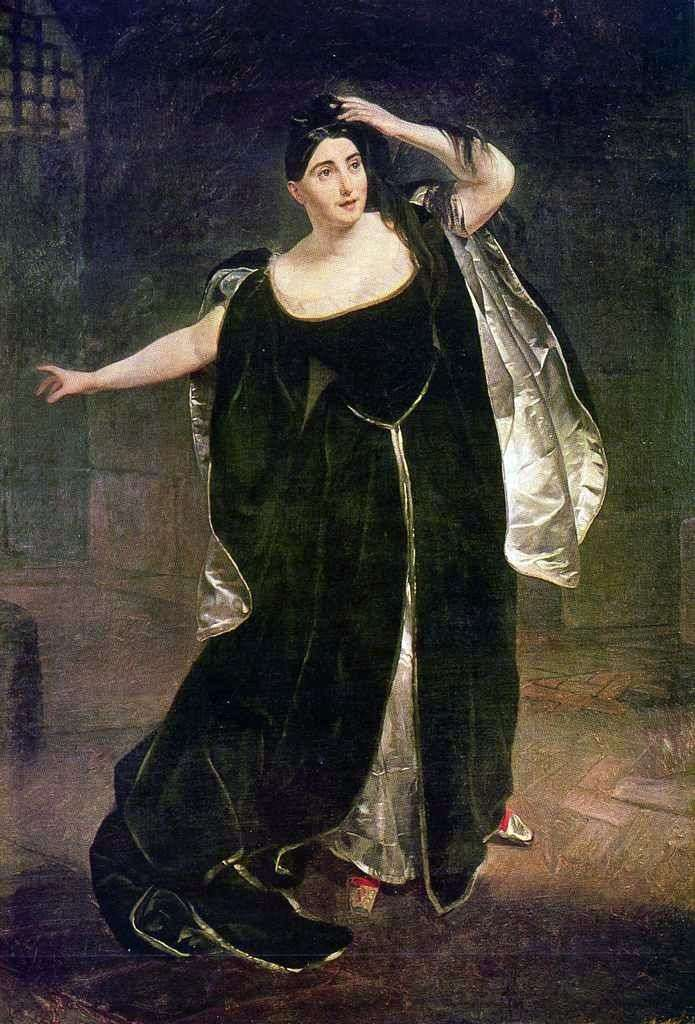
Giuditta Pasta en el papel de Ana Bolena

Favorita de Bellini y Donizetti creó el rol titular de Anna Bolena el 26 de diciembre de 1830 en el teatro Carcano en Milán que la reunió con Giovanni Battista Rubini en lo que Donizetti consideraba "El ideal de intérpretes al que cualquier compositor puede aspirar". Meses más tarde el 6 de marzo de 1831 fue la primera Amina en La Sonnambula de Bellini otra vez al lado de Rubini y en otro clamoroso triunfo en el mismo Teatro Carcano en Milán.
El mismo año de 1831, el 26 de diciembre estrenaba quizá su mayor legado: Norma de Bellini en el teatro de La Scala de Milán. Para la ocasión la soprano se vio rodeada de un elenco brillantísimo que incluía a Domenico Donzelli como Pollione, Giulia Grisi como Adalgisa y Vincenzo Negrini como Oroveso. La ópera que recibió una tibia recepción logró el éxito más absoluto la segunda noche, cuando la Pasta recibió 34 llamadas de cortina para recibir aplausos.
El 16 de marzo de 1833 creó también el rol titular en la ópera de Bellini Beatrice di Tenda en La Fenice de Venecia con un recibimiento más bien frío.

## Su declive

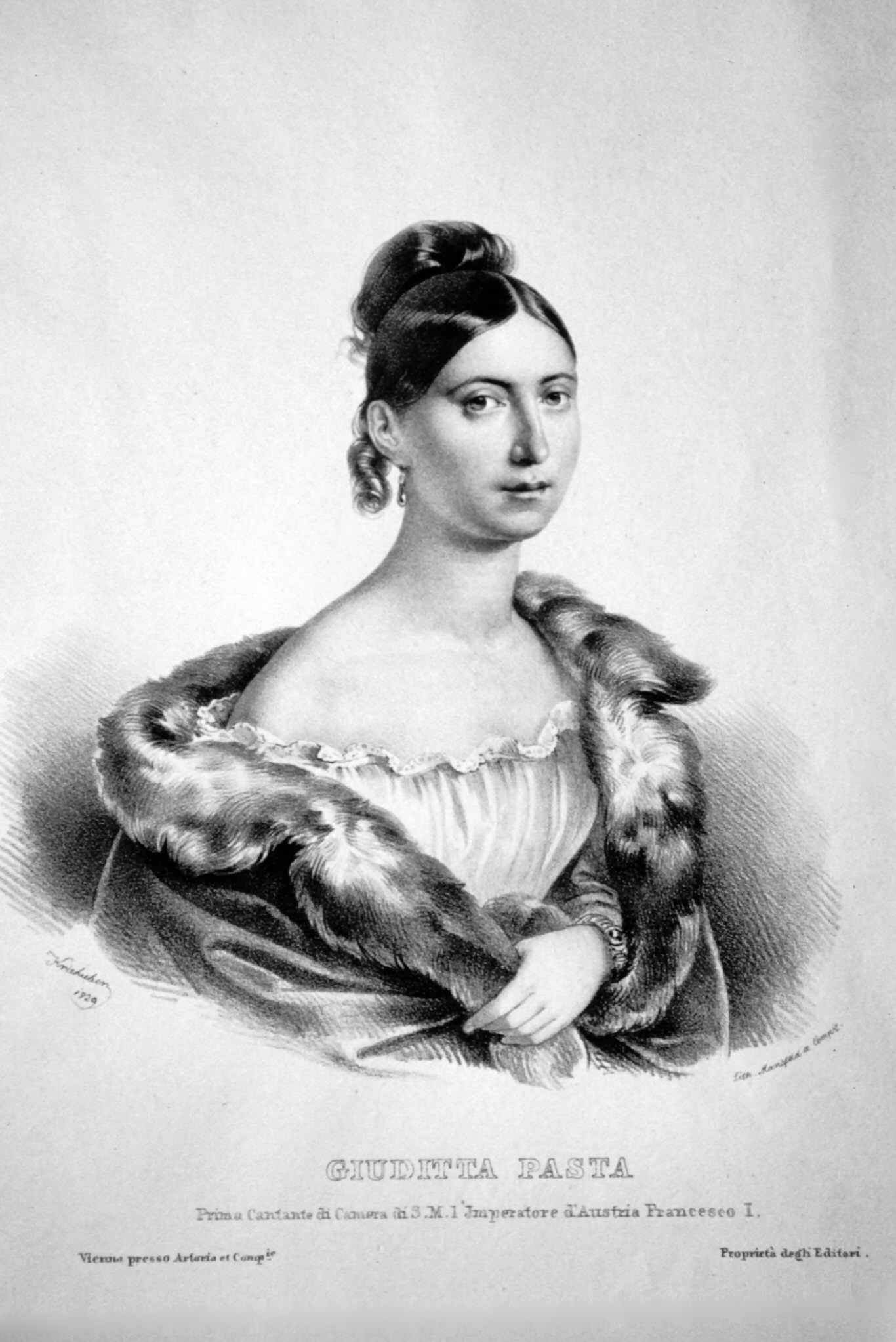
Giuditta Pasta, litografía de Josef Kriehuber,1829.

La carrera de Giuditta Pasta fue bastante breve, 16 años transcurrieron desde su triunfo en París en 1821 a su retiro en 1837. A partir de la segunda mitad de la década de 1830 su voz comenzó a evidenciar rápidos síntomas de declive debido a la extensión poco natural a la que había sido forzada. Su decadencia fue rápida y notoria, sin embargo siguió presentándose en público.
En 1835 se retiró temporalmente tras un fiasco en Norma en La Scala pero volvió para 1837 en una serie de conciertos en París y Londres que marcaron su retiro definitivo a la edad de 40 años. Tras uno de sus últimos conciertos Pauline Viardot dijo de ella:” Es como la Última Cena de Da Vinci en Milán...La ruina de un cuadro, pero el más grande cuadro en el mundo”. 
A mediados de su vida se retiró a su villa de Blevio, en las cercanías del lago di Como, donde moriría en 1865 a los 67 años de edad.

## Su figura
La Pasta paso a la historia como el icono creador del romanticismo, a diferencia de la Malibrán, cuya figura se convirtió en leyenda, además, por elementos extra musicales. La Pasta dejó un recuerdo imborrable a través de décadas, incluso de siglos, debido a su importancia como creadora de roles que hasta el día de hoy se mantienen en los principales teatros del mundo. 
Su tipología vocal única según muchos se extinguió con ella debido al rápido cambio en el gusto y la música que se daría en las décadas posteriores a su retiro. Asimismo, los roles a los cuales dio vida sufrirían una injusta marginación debido al cambio de gusto en la ópera, las nuevas modalidades interpretativas y el olvido del estilo belcantista. 
Su herencia pudo solo ser redescubierta en el siglo XX primero por Rosa Ponselle y su gran rescate de la Norma dramática y a la vez belcantista y, en mayor grado, por María Callas, quien haría suyos los roles de Norma, Amina y Anna Bolena, en un claro parentesco tanto vocal como dramático y artístico con la Pasta.